# كتاب السفر
كتاب السفر هو كتاب للكاتب الفرنسي برنارد فيربير نشر عام 1997.

## ميزات خاصة للكتاب
يعتبر هذا الكتاب تجريبيا، لأنه يتوجه للقارئ لتعليمه، وتم تقديمه كمرافق يرشد القارئ في رحلة داخلية.
يتناول كتاب السفر بعض رموز كتاب اللعب (قصة تكون أنت بطلها) : تتم دعوة القارئ لتخيل وتصور أشياء وأماكن انطلاقا من أوصاف الكتاب الموجزة.